# Basketball Bundesliga de 1990–91
A Temporada 1990–91 da Basketball Bundesliga foi a 25.ª edição da principal competição de basquetebol masculino na Alemanha. A equipe do TSV Bayer 04 Leverkusen conquistou seu nono título nacional sendo o segundo de maneira consecutiva.

## Equipes participantes
| Clube                   | Localização  |
| ----------------------- | ------------ |
| BG Charlottenburg       | Berlim       |
| BG Ludwigsburg          | Ludwigsburgo |
| Brandt Hagen            | Hagen        |
| MTV 1846 Giessen        | Giessen      |
| TSV Bayer 04 Leverkusen | Leverkusen   |
| TuS Bramsche            | Bramsche     |
| SSV 1846 Ulm            | Ulm          |
| Steiner Bayreuth        | Bayreuth     |
| Godesberger TV          | Bona         |
| TTL uniVersa Bamberg    | Bamberga     |
| TVG Trier               | Tréveris     |

## Classificação Fase Regular

### Norte
| Pos. | Clube                   | V  | D  | Pts      | Pt+:Pt-   | Classificação |
| ---- | ----------------------- | -- | -- | -------- | --------- | ------------- |
| 1    | TSV Bayer 04 Leverkusen | 30 | 2  | 60:04:00 | 3572:2873 | Playoffs      |
| 2    | BG Charlottenburg       | 24 | 8  | 48:16:00 | 3086:2792 | Playoffs      |
| 3    | Brandt Hagen            | 12 | 20 | 24:40:00 | 2973:3111 | Playoffs      |
| 4    | TuS Bramsche            | 11 | 21 | 22:42:00 | 3227:3504 | Playoffs      |
| 5    | Godesberger TV          | 7  | 25 | 14:50    | 3138:3445 | Playouts      |
| 6    | TuS Herten              | 4  | 28 | 08:56    | 2731:3499 | Playouts      |

### Sul
| Pos. | Clube                    | V  | D  | Pts      | Pt+:Pt-   | Classificação |
| ---- | ------------------------ | -- | -- | -------- | --------- | ------------- |
| 1    | TTL Bamberg              | 24 | 8  | 48:16:00 | 3295:2986 | Playoffs      |
| 2    | Steiner Bayreuth         | 23 | 9  | 46:18:00 | 3272:3002 | Playoffs      |
| 3    | BG Stuttgart/Ludwigsburg | 19 | 13 | 38:26:00 | 3299:3082 | Playoffs      |
| 4    | TVG Trier                | 13 | 19 | 26:38:00 | 2732:2829 | Playoffs      |
| 5    | SSV 1846 Ulm             | 13 | 19 | 02:38    | 2835:2975 | Playouts      |
| 6    | MTV 1846 Giessen         | 12 | 20 | 00:40    | 2985:3047 | Playouts      |

## Playoffs
|  | Quartas de final | Quartas de final         | Quartas de final  |                   |   | Semifinais              | Semifinais | Semifinais |  |  | Final | Final                   | Final |
|  |                  |                          |                   |                   |   |                         |            |            |  |  |       |                         |       |
|  |                  |                          |                   |                   |   |                         |            |            |  |  |       |                         |       |
|  | N1               | TSV Bayer 04 Leverkusen  | 2                 |                   |   |                         |            |            |  |  |       |                         |       |
|  | S4               | TVG Trier                | 0                 |                   |   |                         |            |            |  |  |       |                         |       |
|  | S4               | TVG Trier                | 0                 |                   |   | TSV Bayer 04 Leverkusen | 3          |            |  |  |       |                         |       |
|  |                  |                          |                   |                   |   | TSV Bayer 04 Leverkusen | 3          |            |  |  |       |                         |       |
|  |                  |                          | Steiner Bayreuth  | 0                 |   |                         |            |            |  |  |       |                         |       |
|  | S2               | Steiner Bayreuth         | Steiner Bayreuth  | 0                 | 2 |                         |            |            |  |  |       |                         |       |
|  | S2               | Steiner Bayreuth         |                   |                   | 2 |                         |            |            |  |  |       |                         |       |
|  | N3               | Brandt Hagen             | 0                 |                   |   |                         |            |            |  |  |       |                         |       |
|  |                  |                          |                   |                   |   |                         |            |            |  |  |       | TSV Bayer 04 Leverkusen | 3     |
|  |                  |                          |                   | BG Charlottenburg | 2 |                         |            |            |  |  |       |                         |       |
|  | S1               | TTL Bamberg              | 2                 |                   |   |                         |            |            |  |  |       |                         |       |
|  | N4               | TuS Bramsche             | 0                 |                   |   |                         |            |            |  |  |       |                         |       |
|  | N4               | TuS Bramsche             | 0                 |                   |   | TTL Bamberg             | 1          |            |  |  |       |                         |       |
|  |                  |                          |                   |                   |   | TTL Bamberg             | 1          |            |  |  |       |                         |       |
|  |                  |                          | BG Charlottenburg | 3                 |   |                         |            |            |  |  |       |                         |       |
|  | N2               | BG Charlottenburg        | BG Charlottenburg | 3                 | 2 |                         |            |            |  |  |       |                         |       |
|  | N2               | BG Charlottenburg        |                   |                   | 2 |                         |            |            |  |  |       |                         |       |
|  | S3               | BG Stuttgart/Ludwigsburg | 1                 |                   |   |                         |            |            |  |  |       |                         |       |

## Campeões da Basketball Bundesliga (BBL) 1990–91
| Campeões da BBL 1990–91            |
| ---------------------------------- |
| TSV Bayer 04 Leverkusen 9.º título |

## Clubes alemães em competições europeias
| Clube                    | Competição         | Resultado                                                  |
| ------------------------ | ------------------ | ---------------------------------------------------------- |
| TSV Bayer 04 Leverkusen  | FIBA Euroliga      | Eliminado na Grupo de Quartas de Finais (6º com 6v - 8d)   |
| BG Charlottenburg        | Copa Korać         | Eliminado na Fase de Grupos (3º no Gr. B com 2v - 4d)      |
| BG Stuttgart/Ludwigsburg | Copa Korać         | Eliminado na Primeira Fase por Iraklis (92-91;62-95)       |
| Steiner Bayreuth         | FIBA Copa Europeia | Eliminado na Primeira Fase por CAI Zaragoza (90-94;90-101) |